# Louis Nirenberg

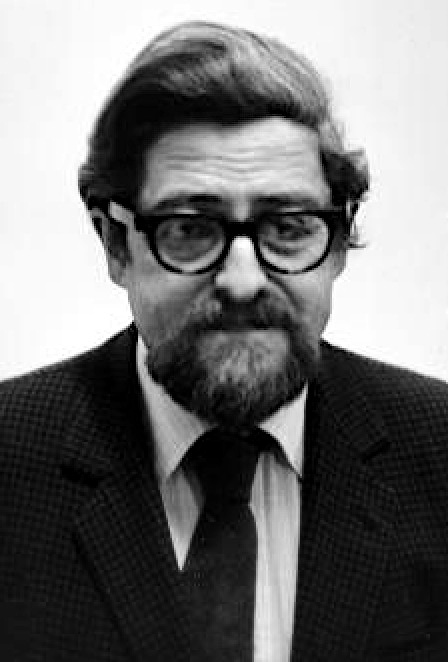
Louis Nirenberg in Jerusalem, 1975

Louis Nirenberg (* 28. Februar 1925 in Hamilton, Ontario; † 26. Januar 2020 in New York City) war ein kanadischer Mathematiker, der vor allem auf dem Gebiet der Partiellen Differentialgleichungen forschte.

## Leben
Nirenberg besuchte die High School in Montreal und studierte zunächst an der McGill University (Bachelor-Abschluss 1945), dann an der New York University, wo er bei Richard Courant und Kurt Friedrichs studierte, 1947 seinen Master-Abschluss erhielt und 1949 bei James Stoker promoviert wurde (er löste darin das weylsche Einbettungsproblem der Differentialgeometrie). 1951/52 war er in Zürich bei Heinz Hopf und in Göttingen unter anderem bei Franz Rellich. Nirenberg wurde Professor am Courant Institute of Mathematical Sciences, wo er den Rest seiner Karriere bis zu seiner Emeritierung 1999 blieb und zeitweise dessen Direktor war. Nirenberg hat dort über 40 Doktoranden betreut. 1958 war er am Institute for Advanced Study.

## Werk
Nirenberg gilt als einer der herausragenden Analytiker des 20. Jahrhunderts. Er lieferte fundamentale Beiträge zur Theorie linearer und nichtlinearer partieller Differentialgleichungen und ihren Anwendungen in Differentialgeometrie und komplexer Analysis.
Mit Fritz John begann er die Untersuchung von Funktionen im {\displaystyle \mathbb {R} ^{n}} mit „bounded mean oscillation“ (BMO):
{\displaystyle {\frac {1}{\left|V_{Q}\right|}}\int _{Q}\left|u-{\hat {u}}_{Q}\right|{\rm {d}}V\leq K},
wobei Integration und Mittelwerte {\displaystyle {\hat {u}}_{Q}} in Würfeln {\displaystyle Q} mit Volumen {\displaystyle V_{Q}} betrachtet werden und {\displaystyle K} eine Konstante ist. Sie zeigten, dass diese von „exponentieller Klasse“ sind (mit einer Konstanten {\displaystyle \lambda }):
{\displaystyle \int \exp {(\lambda \left|u-{\hat {u}}_{Q}\right|)}{\rm {d}}V<\infty }.
Mit Luis Caffarelli und Robert V. Kohn untersuchte er die möglichen Singularitäten in den Navier-Stokes-Gleichungen (ein Problem, das noch weitgehend offen ist und in die Liste der Millennium-Probleme des Clay Mathematics Institutes aufgenommen wurde). Sie charakterisierten sie durch die Rate der Konzentration der Energiedichte um die möglichen singulären Punkte und zeigten, dass das 1-dimensionale Hausdorff-Maß der singulären Punkte in drei Raumdimensionen verschwindet. Dabei bauten sie auf den Arbeiten von Vladimir Scheffer ab Mitte der 1970er Jahre auf.
Mit seinem Doktoranden August Newlander charakterisierte er komplexe Strukturen unter fast komplexen Strukturen im {\displaystyle \mathbb {R} ^{2n}} (Satz von Newlander-Nirenberg). Sie zeigten, dass Integrabilitätsbedingungen, die die Cauchy-Riemann-Gleichungen im Fall {\displaystyle n=1} verallgemeinern, nicht nur notwendig, sondern auch hinreichend sind. Wie sich Nirenberg erinnert, wurde er zu diesem Problem von André Weil und Shiing-Shen Chern inspiriert – insbesondere Weil forderte die sich mit partiellen Differentialgleichungen beschäftigenden Analytiker dazu heraus, auch einmal in seiner Sicht wirklich fundamentale Probleme, in diesem Fall ein lange offenes Problem aus der komplexen Analysis, in Angriff zu nehmen. Mit dem Satz von Newlander-Nirenberg bewies er mit Kodaira und Donald Spencer Existenzsätze über die Deformation komplexer Strukturen.
In einer Arbeit von 1965 mit Joseph Kohn führte er Pseudodifferentialoperatoren ein. Nach eigenen Aussagen war dies ein Nebenprodukt ihrer Arbeit über das {\displaystyle {\overline {\partial }}}-Neumannproblem, das bis dahin nicht veröffentlichte Ergebnisse über die Algebra singulärer Integraloperatoren verlangte.
Kennzeichen der Arbeiten von Nirenberg ist (wie schon bei seinem Lehrer Kurt Friedrichs, den Nirenberg in einem Interview 2002 als den Mathematiker bezeichnete, der ihn am meisten beeinflusste) häufig eine kunstvolle Anwendung von Ungleichungen, beispielsweise in der Arbeit mit Avron Douglis und Schmuel Agmon über Abschätzungen bei Randwertproblemen elliptischer partieller Differentialgleichungen, in der sie auf Arbeiten von Juliusz Schauder aufbauten. Er selbst sah sich nicht als Begründer von Theorie-Gebäuden, sondern als Problem-Löser.

## Ehrungen und Mitgliedschaften
Er wurde mit zahlreichen Ehrungen und Preisen ausgezeichnet, zunächst 1959 mit dem Bôcher Memorial Prize der AMS für „herausragende Leistungen in der mathematischen Analysis“. 1962 hielt er einen Plenarvortrag auf dem Internationalen Mathematikerkongress in Stockholm (Some Aspects of linear and nonlinear partial differential equations). Er war Guggenheim Fellow (1966) und Sloan Fellow und erhielt den „Award of Excellence in Science and Technology“ der Stadt New York. 1982 erhielt er als erster Preisträger (gemeinsam mit Vladimir I. Arnold) den schwedischen Crafoord-Preis, 1994 den Leroy P. Steele Prize der American Mathematical Society, 1995 die National Medal of Science sowie im Jahre 2010 die erste Chern-Medaille der IMU. Für 2014 wurde ihm der Leroy P. Steele Prize zugesprochen für seine Arbeit mit Robert V. Kohn und Caffarelli von 1982. 2015 erhielt er mit dem Abelpreis einen der wichtigsten Mathematikpreise überhaupt.
Nirenberg war Mitglied der National Academy of Sciences der USA, der American Academy of Arts and Sciences (1965), der American Philosophical Society, der Norwegischen Akademie der Wissenschaften, der Académie royale des Sciences, des Lettres et des Beaux-Arts de Belgique (2009), der ukrainischen und lombardischen Akademie der Wissenschaften, der Pariser Académie des Sciences, der italienischen Accademia dei Lincei und der Royal Society of Canada (2011). Er war Fellow der American Mathematical Society. Die McGill University (1986), die Universität Pisa (1990), die Universität Paris-Dauphine (1990), die McMaster University (2000) und die University of British Columbia (2010) verliehen ihm die Ehrendoktorwürde.

## Schriften
- Lectures on linear partial differential equations. In: Conference Board of the Mathematical Sciences of the AMS. American Mathematical Society, Providence (Rhode Island) 1973.
- Functional Analysis. Courant Institute 1961.
- Topics in Nonlinear Functional Analysis. Courant Institute 1974.
- Partial differential equations in the first half of the century, in Jean-Paul Pier Development of mathematics 1900-1950, Birkhäuser 1994